# Heinäjärvi (Gällivare socken, Lappland, 746262-167611)
Heinäjärvi är en sjö i Gällivare kommun i Lappland och ingår i Luleälvens huvudavrinningsområde. Sjön har en area på 0,277 kvadratkilometer och ligger 451 meter över havet. Heinäjärvi ligger i Sjaunja Natura 2000-område.

## Delavrinningsområde
Heinäjärvi ingår i det delavrinningsområde (746174-167507) som SMHI kallar för Ovan VDRID = 681636-153117 i Sjaunjaätnos vattend*. Medelhöjden är 451 meter över havet och ytan är 9,15 kvadratkilometer. Räknas de 56 avrinningsområdena uppströms in blir den ackumulerade arean 708,78 kvadratkilometer. Sjaunjaätno som avvattnar avrinningsområdet har biflödesordning 2, vilket innebär att vattnet flödar genom totalt 2 vattendrag innan det når havet efter 246 kilometer. Avrinningsområdet består mestadels av skog (34 procent) och sankmarker (55 procent). Avrinningsområdet har 0,99 kvadratkilometer vattenytor vilket ger det en sjöprocent på 10,9 procent.